# Giani Zail Singh

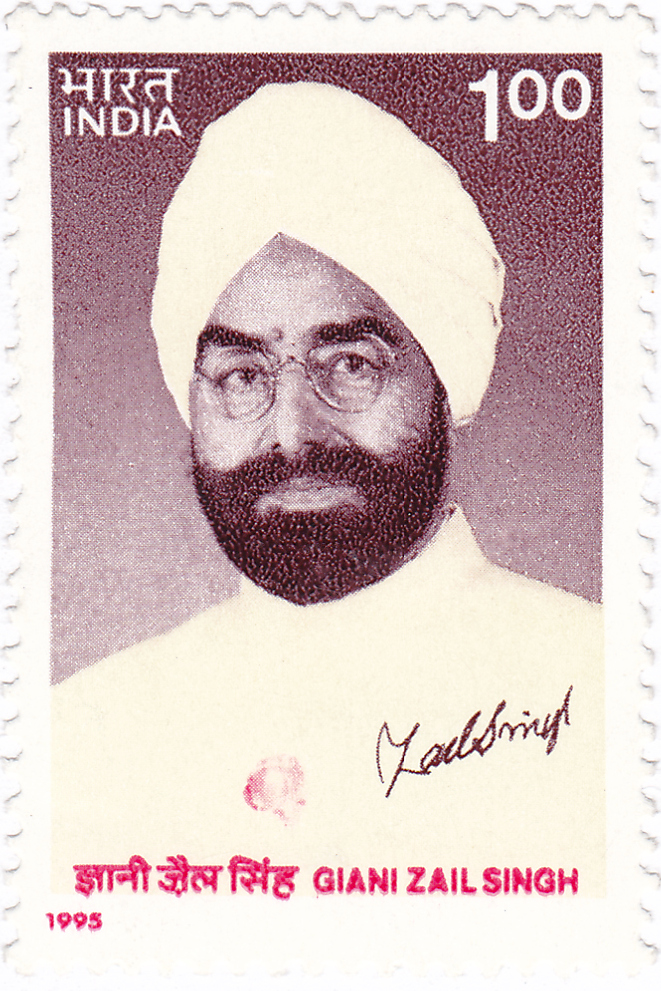
Porträt auf einer Briefmarke

Giani Zail Singh (* 5. Mai 1916 in Sandhwan, Punjab; † 25. Dezember 1994 in Chandigarh) war ein indischer Politiker und von 1982 bis 1987 Präsident der Republik Indien.
Der der Religionsgemeinschaft der Sikhs zugehörige ehemalige Freiheitskämpfer und spätere Politiker und Sozialreformer war von 1972 bis 1977 Chief Minister des Bundesstaates Punjab und wurde 1982 mit Unterstützung der Ministerpräsidentin Indira Gandhi mit großer Mehrheit am 12. Juli 1982 zum siebten indischen Staatspräsidenten gewählt.
Hintergrund war, dass bei der Rückkehr Indira Gandhis an die Macht 1980 die Sikhs im Punjab von der Indischen Union abzufallen drohten. Daher favorisierte Gandhi aus politischem Kalkül Giani Zail Singh.